# Pohár mistrů evropských zemí 1981/1982
Sezóna 1981/82 byla 27. ročníkem Poháru mistrů evropských zemí. Jejím vítězem se stal anglický klub Aston Villa FC.

## Předkolo
| Domácí v 1. zápase | Celkem | Hosté v 1. zápase | 1. zápas | 2. zápas |
| ------------------ | ------ | ----------------- | -------- | -------- |
| Saint-Étienne      | 1–3    | Dynamo Berlin     | 1–1      | 0–2      |

## První kolo
| Domácí v 1. zápase    | Celkem  | Hosté v 1. zápase | 1. zápas | 2. zápas |
| --------------------- | ------- | ----------------- | -------- | -------- |
| Austria Wien          | 3–2     | Partizani Tirana  | 3–1      | 0–1      |
| FK Dynamo Kyjev       | 2–1     | Trabzonspor       | 1–0      | 1–1      |
| Dynamo Berlin         | 3–3 (v) | Zürich            | 2–0      | 1–3      |
| Aston Villa FC        | 7–0     | Valur             | 5–0      | 2–0      |
| Widzew Łódź           | 2–6     | RSC Anderlecht    | 1–4      | 1–2      |
| Celtic FC             | 1–2     | Juventus FC       | 1–0      | 0–2      |
| Ferencváros           | 3–5     | Baník Ostrava     | 3–2      | 0–3      |
| Hibernians FC         | 2–10    | CZ Bělehrad       | 1–2      | 1–8      |
| Start                 | 1–4     | AZ Alkmaar        | 1–3      | 0–1      |
| OPS                   | 0–8     | Liverpool FC      | 0–1      | 0–7      |
| PFK CSKA Sofia        | 1–0     | Real Sociedad     | 1–0      | 0–0      |
| Progrès Niedercorn    | 1–5     | Glentoran         | 1–1      | 0–4      |
| KB                    | 3–3 (v) | Athlone Town      | 1–1      | 2–2      |
| Universitatea Craiova | 3–2     | Olympiakos Pireus | 3–0      | 0–2      |
| Benfica SL            | 4–0     | Omonia            | 3–0      | 1–0      |
| Öster                 | 0–6     | FC Bayern Mnichov | 0–1      | 0–5      |

## Druhé kolo
| Domácí v 1. zápase | Celkem  | Hosté v 1. zápase     | 1. zápas | 2. zápas |
| ------------------ | ------- | --------------------- | -------- | -------- |
| Austria Wien       | 1–2     | FK Dynamo Kyjev       | 0–1      | 1–1      |
| Dynamo Berlin      | 2–2 (v) | Aston Villa FC        | 1–2      | 1–0      |
| RSC Anderlecht     | 4–2     | Juventus FC           | 3–1      | 1–1      |
| Baník Ostrava      | 3–4     | CZ Bělehrad           | 3–1      | 0–3      |
| AZ Alkmaar         | 4–5     | Liverpool FC          | 2–2      | 2–3      |
| PFK CSKA Sofia     | 3–2     | Glentoran             | 2–0      | 1–2      |
| KB                 | 2–4     | Universitatea Craiova | 1–0      | 1–4      |
| Benfica SL         | 1–4     | FC Bayern Mnichov     | 0–0      | 1–4      |

## Čtvrtfinále
| Domácí v 1. zápase    | Celkem | Hosté v 1. zápase | 1. zápas | 2. zápas |
| --------------------- | ------ | ----------------- | -------- | -------- |
| FK Dynamo Kyjev       | 0–2    | Aston Villa FC    | 0–0      | 0–2      |
| RSC Anderlecht        | 4–2    | CZ Bělehrad       | 2–1      | 2–1      |
| Liverpool FC          | 1–2    | PFK CSKA Sofia    | 1–0      | 0–2      |
| Universitatea Craiova | 1–3    | FC Bayern Mnichov | 0–2      | 1–1      |

## Semifinále
| Domácí v 1. zápase | Celkem | Hosté v 1. zápase | 1. zápas | 2. zápas |
| ------------------ | ------ | ----------------- | -------- | -------- |
| Aston Villa FC     | 1–0    | RSC Anderlecht    | 1–0      | 0–0      |
| PFK CSKA Sofia     | 4–7    | FC Bayern Mnichov | 4–3      | 0–4      |

## Finále
| 26. května 1982 |        |                   |                                                                                  |
| Aston Villa FC  | 1 – 0  | FC Bayern Mnichov | Feijenoord Stadion, Rotterdam diváci: 39 776 rozhodčí: Georges Konrath (Francie) |
| Peter Withe 67' | Report |                   | Feijenoord Stadion, Rotterdam diváci: 39 776 rozhodčí: Georges Konrath (Francie) |

## Vítěz
| Pohár mistrů evropských zemí 1981/82 Aston Villa FC (1. titul) Jimmy Rimmer, Kenny Swain, Gary Williams, Allan Evans, Ken McNaught, Dennis Mortimer , Des Bremner, Gary Shaw, Peter Withe, Gordon Cowans, Tony Morley, Nigel Spink, Colin Gibson, Andy Blair, Pat Heard, David Geddis Trenér: Tony Barton |